# Draba heterocoma
Draba heterocoma är en korsblommig växtart som beskrevs av Edward Fenzl. Draba heterocoma ingår i släktet drabor, och familjen korsblommiga växter. Inga underarter finns listade i Catalogue of Life.